# Biskaja
Biskaja (bask. Bizkaia; hiszp. Vizcaya) – prowincja w północnej Hiszpanii, współtworząca wspólnotę autonomiczną Kraju Basków. Prowincja liczy ponad 1,1 mln mieszkańców (2013), z czego blisko 30% mieszka w stolicy – Bilbao. Innymi większymi miastami są: Gernika-Lumo, Barakaldo, Portugalete, Durango i Balmaseda.